# 우고국

우고노쿠니

우고노쿠니(일본어: 羽後国)는 메이지 시대에 설치되었던 일본의 옛 구니이다. 현재의 아키타현 대부분에 해당한다.
1868년 12월 7일에 데와노쿠니를 우젠노쿠니와 우고노쿠니로 나누어 설치되었다.